# Montrabot
Ne doit pas être confondu avec Montabot.
Montrabot est une commune française, située dans le département de la Manche en région Normandie, peuplée de 79 habitants.

## Géographie
Dans le département de la Manche mais limitrophe du Calvados, Montrabot se situe entre Pays saint-lois et Bessin. L'église et son hameau sont à 8 km à l'ouest de Caumont-l'Éventé, à 10 km au sud-ouest de Balleroy, 12 km au nord-est de Torigni-sur-Vire et à 17 km à l'est de Saint-Lô.
La commune est à l'écart des grands axes routiers. Le territoire est traversé par la route départementale no 213 rejoignant la D 11 (Saint-Lô - Caumont-l'Éventé) à Vidouville au sud et menant à Cormolain et à Litteau au nord. L'annexe .D 213 permet un trajet plus direct entre Vidouville et Cormolain. L'accès à l'A84 est à Guilberville (échangeur 40) à 19 km au sud vers Rennes ou à Coulvain (échangeur 42) à 18 km au sud-est vers Caen.
Montrabot est dans le bassin de la Vire, par son sous-affluent la Drôme qui délimite le territoire à l'est (limite départementale). Deux de ses courts affluents parcourent le territoire communal : le ruisseau de la Mare Briard qui fait fonction de limite au nord-ouest, l'autre, plus modeste, sillonne un court vallon près de l'église.
Le point culminant (191 m) se situe à l'extrême sud-ouest, près du lieu-dit les Fresnes, sur un pente qui culmine à environ 195 m dans les communes voisines. Le point le plus bas (77 m) correspond à la sortie de la Drôme du territoire, au nord-est. La commune est bocagère.
| Cormolain (Calvados)                                                      | Cormolain (Calvados)                         | Cormolain (Calvados)                         |
| Cormolain (Calvados), Saint-Germain-d'Elle                                | Montrabot                                    | Sallen (Calvados)                            |
| Saint-Jean-d'Elle (comm. dél. de Rouxeville, par un angle, et Vidouville) | Saint-Jean-d'Elle (comm. dél. de Vidouville) | Saint-Jean-d'Elle (comm. dél. de Vidouville) |

### Hydrographie
La commune est située dans le bassin Seine-Normandie. Elle est drainée par la Drôme, le cours d'eau 01 de l'Eglise, le fossé 02 de la Crévonnière, le ruisseau de la Mare Briard et un autre petit cours d'eau,.
La Drôme, d'une longueur de 58 km, prend sa source dans la commune de Souleuvre en Bocage et se jette  dans l'Aure à Maisons, après avoir traversé 26 communes. 

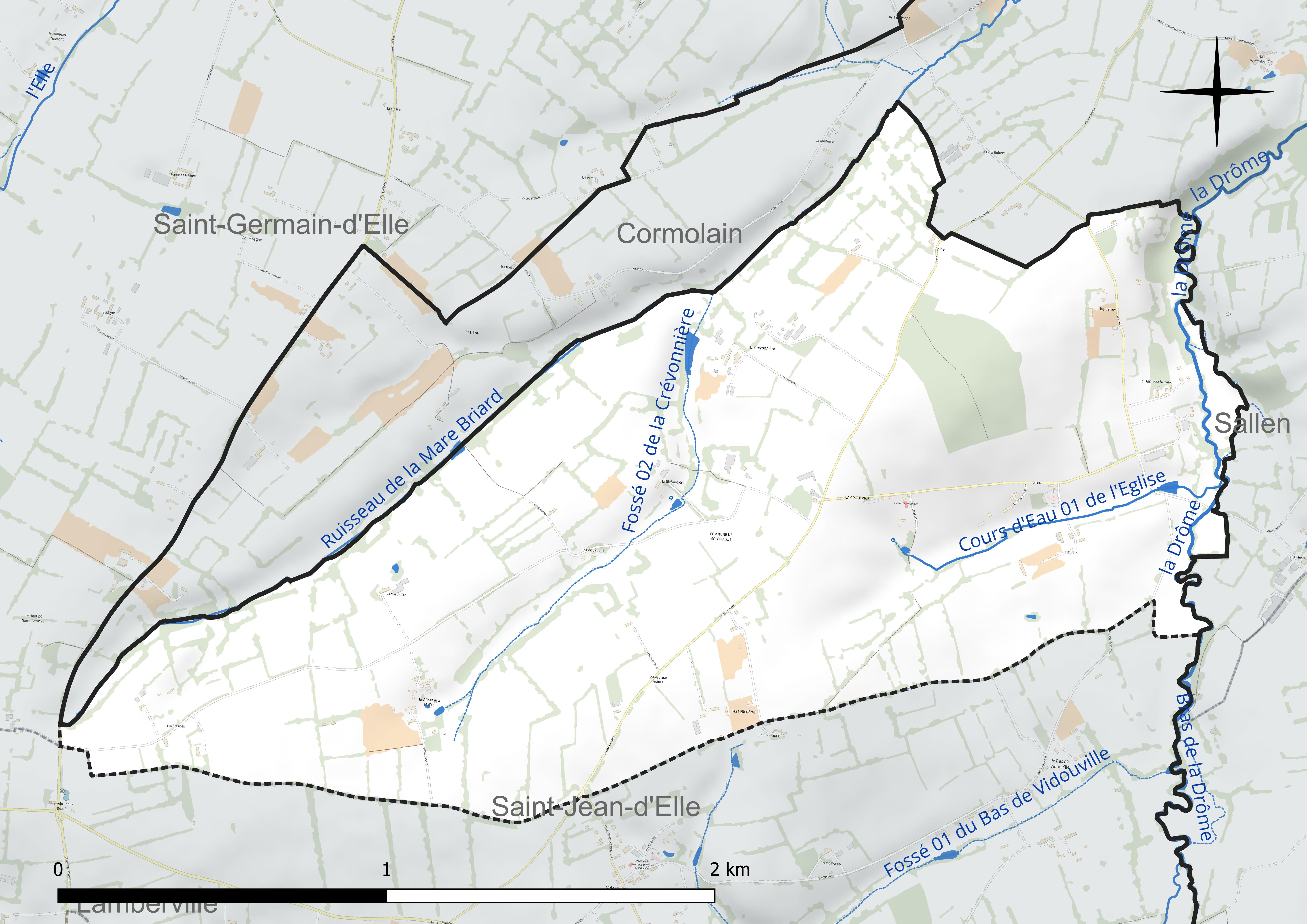
Réseau hydrographique de Montrabot.

### Climat
Pour des articles plus généraux, voir Climat de la Normandie et Climat de la Manche.
En 2010, le climat de la commune est de type climat océanique franc, selon une étude du CNRS s'appuyant sur une série de données couvrant la période 1971-2000. En 2020, Météo-France publie une typologie des climats de la France métropolitaine dans laquelle la commune est exposée à un climat océanique et est dans la région climatique  Normandie (Cotentin, Orne), caractérisée par une pluviométrie relativement élevée (850 mm/a) et un été frais (15,5 °C) et venté.
Pour la période 1971-2000, la température annuelle moyenne est de 10,5 °C, avec une amplitude thermique annuelle de 12,1 °C. Le cumul annuel moyen de précipitations est de 929 mm, avec 13,8 jours de précipitations en janvier et 8,3 jours en juillet. Pour la période 1991-2020, la température moyenne annuelle observée sur la station météorologique la plus proche, située sur la commune de Caumont-sur-Aure à 7 km à vol d'oiseau, est de 11,3 °C et le cumul annuel moyen de précipitations est de 914,1 mm,. Pour l'avenir, les paramètres climatiques de la commune estimés pour 2050 selon différents scénarios d’émission de gaz à effet de serre sont consultables sur un site dédié publié par Météo-France en novembre 2022.

## Urbanisme

### Typologie
Au 1er janvier 2024, Montrabot est catégorisée commune rurale à habitat très dispersé, selon la nouvelle grille communale de densité à sept niveaux définie par l'Insee en 2022.
Elle est située hors unité urbaine. Par ailleurs la commune fait partie de l'aire d'attraction de Saint-Lô, dont elle est une commune de la couronne,. Cette aire, qui regroupe 63 communes, est catégorisée dans les aires de 50 000 à moins de 200 000 habitants,.

### Occupation des sols
L'occupation des sols de la commune, telle qu'elle ressort de la base de données européenne d’occupation biophysique des sols Corine Land Cover (CLC), est marquée par l'importance des territoires agricoles (100 % en 2018), une proportion identique à celle de 1990 (100 %). La répartition détaillée en 2018 est la suivante : prairies (56,6 %), terres arables (41,7 %), zones agricoles hétérogènes (1,8 %). L'évolution de l’occupation des sols de la commune et de ses infrastructures peut être observée sur les différentes représentations cartographiques du territoire : la carte de Cassini (XVIIIe siècle), la carte d'état-major (1820-1866) et les cartes ou photos aériennes de l'IGN pour la période actuelle (1950 à aujourd'hui).

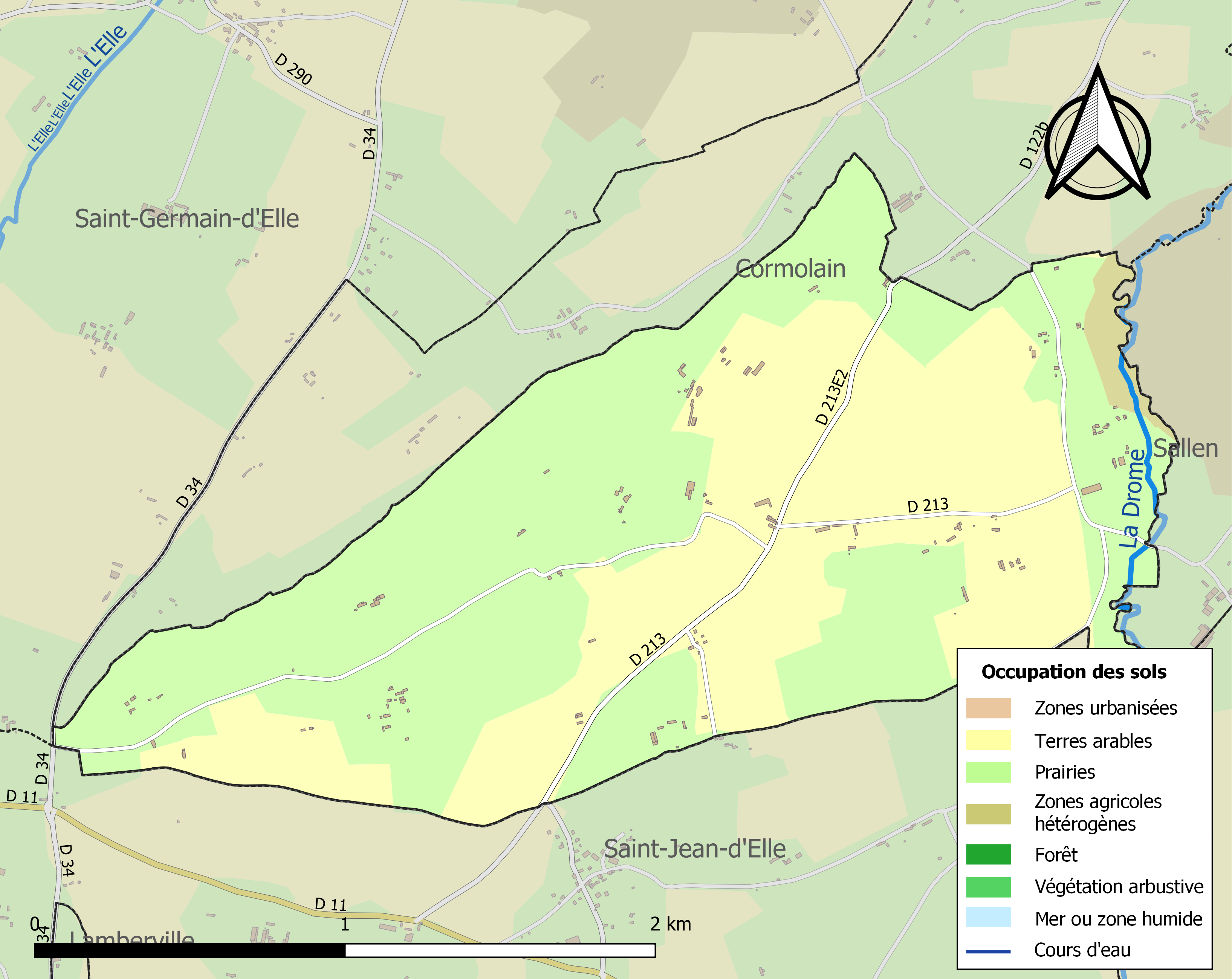
Carte des infrastructures et de l'occupation des sols de la commune en 2018 (CLC).

## Toponymie
Le toponyme est attesté sous les formes de Monte Rambost en 1350 et Monraimbout en 1434.
Il est issu du latin mons/montem, « mont », et d'un anthroponyme germanique tel que Raimbotdus ou Ratbold.
Le gentilé est Montrabotain.

## Politique et administration
| Période                                  | Période               | Identité             | Étiquette | Qualité           |
| ---------------------------------------- | --------------------- | -------------------- | --------- | ----------------- |
| 1900                                     | 1931[réf. nécessaire] | Émile Godey          | SE        | Cultivateur       |
| 1931                                     | 1934                  | Léopold Genneviève   | SE        |                   |
| 1935                                     | 1936                  | Eugène Nore          | SE        |                   |
| 1937                                     | 1945                  | Léopold Genneviève   | SE        |                   |
| 1945                                     | 1947                  | Victor Godey         | SE        | Cultivateur       |
| 1947                                     | 1960                  | Pierre Simon         |           |                   |
| 1961                                     | 1976                  | Fernand Fauvel       |           |                   |
| 1977                                     | 1994                  | Claude Simon         |           |                   |
| 1995                                     | 2000                  | Geneviève Cord'homme |           |                   |
| mars 2001                                | mars 2008             | Régis Suard          | SE        | Agent territorial |
| mars 2008                                | En cours              | Jean-Pierre Marie    | SE        | Agriculteur       |
| Les données manquantes sont à compléter. |                       |                      |           |                   |

Le conseil municipal est composé de sept membres.

## Démographie
L'évolution du nombre d'habitants est connue à travers les recensements de la population effectués dans la commune depuis 1793. Pour les communes de moins de 10 000 habitants, une enquête de recensement portant sur toute la population est réalisée tous les cinq ans, les populations de référence des années intermédiaires étant quant à elles estimées par interpolation ou extrapolation. Pour la commune, le premier recensement exhaustif entrant dans le cadre du nouveau dispositif a été réalisé en 2007.
En 2022, la commune comptait 79 habitants, en stagnation par rapport à 2016 (Manche : −0,31 %, France hors Mayotte : +2,11 %).
Montrabot a compté jusqu'à 368 habitants en 1806.
| 1793 | 1800 | 1806 | 1821 | 1831 | 1836 | 1841 | 1846 | 1851 |
| ---- | ---- | ---- | ---- | ---- | ---- | ---- | ---- | ---- |
| 336  | 336  | 368  | 343  | 302  | 298  | 341  | 330  | 321  |

| 1856 | 1861 | 1866 | 1872 | 1876 | 1881 | 1886 | 1891 | 1896 |
| ---- | ---- | ---- | ---- | ---- | ---- | ---- | ---- | ---- |
| 290  | 263  | 264  | 239  | 215  | 205  | 207  | 184  | 174  |

| 1901 | 1906 | 1911 | 1921 | 1926 | 1931 | 1936 | 1946 | 1954 |
| ---- | ---- | ---- | ---- | ---- | ---- | ---- | ---- | ---- |
| 176  | 175  | 168  | 157  | 162  | 138  | 153  | 132  | 148  |

| 1962 | 1968 | 1975 | 1982 | 1990 | 1999 | 2006 | 2007 | 2012 |
| ---- | ---- | ---- | ---- | ---- | ---- | ---- | ---- | ---- |
| 116  | 109  | 106  | 86   | 88   | 87   | 84   | 84   | 72   |

| 2017 | 2022 | - | - | - | - | - | - | - |
| ---- | ---- | - | - | - | - | - | - | - |
| 85   | 79   | - | - | - | - | - | - | - |

## Économie
- Entreprise Transport rapides Bernier.

## Lieux et monuments
- Église Saint-Martin des XIIIe, XVIIIe – XXIe siècles, restaurée en 2010 par des bénévoles. Elle abrite un maître-autel (XXe), un bas-relief la Crucifixion (XVe), une statue de saint Martin (XVIIe), un tableau Donation du rosaire (1851) de F. Lecerf de Torigni (XVe)[21].
- Croix de cimetière (XXe siècle), sépultures anciennes.
- Château de Montrabot. Il fut le lieu de résidence familial du baron du Hamel, Éphrem Houël où il est décédé.

## Personnalités liées à la commune
- Éphrem Houël (1807 - Montrabot 1885), inspecteur général des Haras, initiateur des courses au trot en France, à Cherbourg, en 1836[28].